# Bacillus coagulans
Bacillus coagulans ist ein gram-positives, stäbchenförmiges, thermophiles, bewegliches Bakterium, welches Sporen ausbildet. Erstmals wurde B. coagulans als Lebensmittelverderber in geronnener Dosenmilch festgestellt. B. coagulans wächst optimal bei 55 °C. Wachstum findet auch bei 37 °C und Raumtemperatur statt, jedoch stark verlangsamt. In Nährbouillon bildet er kein Gas aus. Charakteristisch ist die Bildung von Milchsäure. Aufgrund seiner Hitzeresistenz ist B. coagulans von großer Bedeutung für die Lebensmittelindustrie. Es wird zu den sogenannten flat sour Bakterien gezählt. Es zeigt Enzymaktivität von Esterase, Lipase, Valin-Aminopeptidase, Phosphoamidase, β-Glucuronidase und β-Glucosidase. In der Tiermast werden Stämme von B. coagulans gezielt als Probiotikum eingesetzt, da sie keine Toxine bilden und keine klinisch relevanten Antibiotikaresistenzen besitzen. In der Tierhaltung wird es manchmal auch unter dem taxonomisch inkorrektem Namen Lactobacillus sporogenes vertrieben. Tiermodelle legen nahe, dass es auch als Probiotikum bei Clostridium difficile assoziierten Durchfallerkrankungen eingesetzt werden kann. Ebenfalls im Tiermodell wurden erste Hinweise darauf gefunden, dass entzündliche Prozesse im Kontext von Multiple Sklerose zum positiven verändert werden. Da B. coagulans aufgrund seiner Thermotoleranz und hohen Kohlenstoff-Effizienz biotechnologisch von Interesse ist, wurde das Genom von B. coagulans vollständig sequenziert.